# Gʻazalkent
Gʻazalkent (uzb. cyr.: Ғазалкент; ros.: Газалкент, Gazałkient) – miasto we wschodnim Uzbekistanie, w wilajecie taszkenckim, nad rzeką Chirchiq, siedziba administracyjna tumanu Boʻstonliq. W 1989 roku liczyło ok. 21,5 tys. mieszkańców. Ośrodek przemysłu materiałów budowlanych i spożywczego. W mieście znajduje się elektrownia wodna.
Miejscowość otrzymała prawa miejskie w 1964 roku.